# 名張市
名張市（なばりし）は、三重県西部、伊賀地方に位置する市。1954年（昭和29年）3月31日に市制を施行した。

## 概要
伊賀盆地南部に位置し、周囲を山野や赤目四十八滝や香落渓などの渓谷を含めた美しい自然に囲まれ、四季折々の鳥の鳴き声などの自然の音を感じながら暮らすことができる。
名張市は近鉄大阪線の沿線にあり、大阪府諸都市へ約60分の位置に存在する。そのため大阪府のベッドタウンとして発展し、長らく大阪都市圏に包括されていた。また、1980年代前半から名張藤堂家の家紋であった「桔梗」にちなんだ「桔梗が丘」の開発をはじめとした多くの大規模住宅地が造成され人口が急増した。初期に「桔梗が丘」と命名されたことから、その後に開発される住宅地についても「つつじが丘」「梅が丘」「百合が丘」「さつき台」「すずらん台」など、花の名を冠した住宅地が造成されることになった。
しかし、2000年（平成12年）頃以降、より大阪方面へ至近の奈良県香芝市等で住宅開発が進んだほか、都心回帰傾向もあり、世帯・人口ともに減少傾向が継続し、高齢化も進んでいる。その結果、近年の国勢調査では大阪都市圏に含まれなくなっている。

## 地理

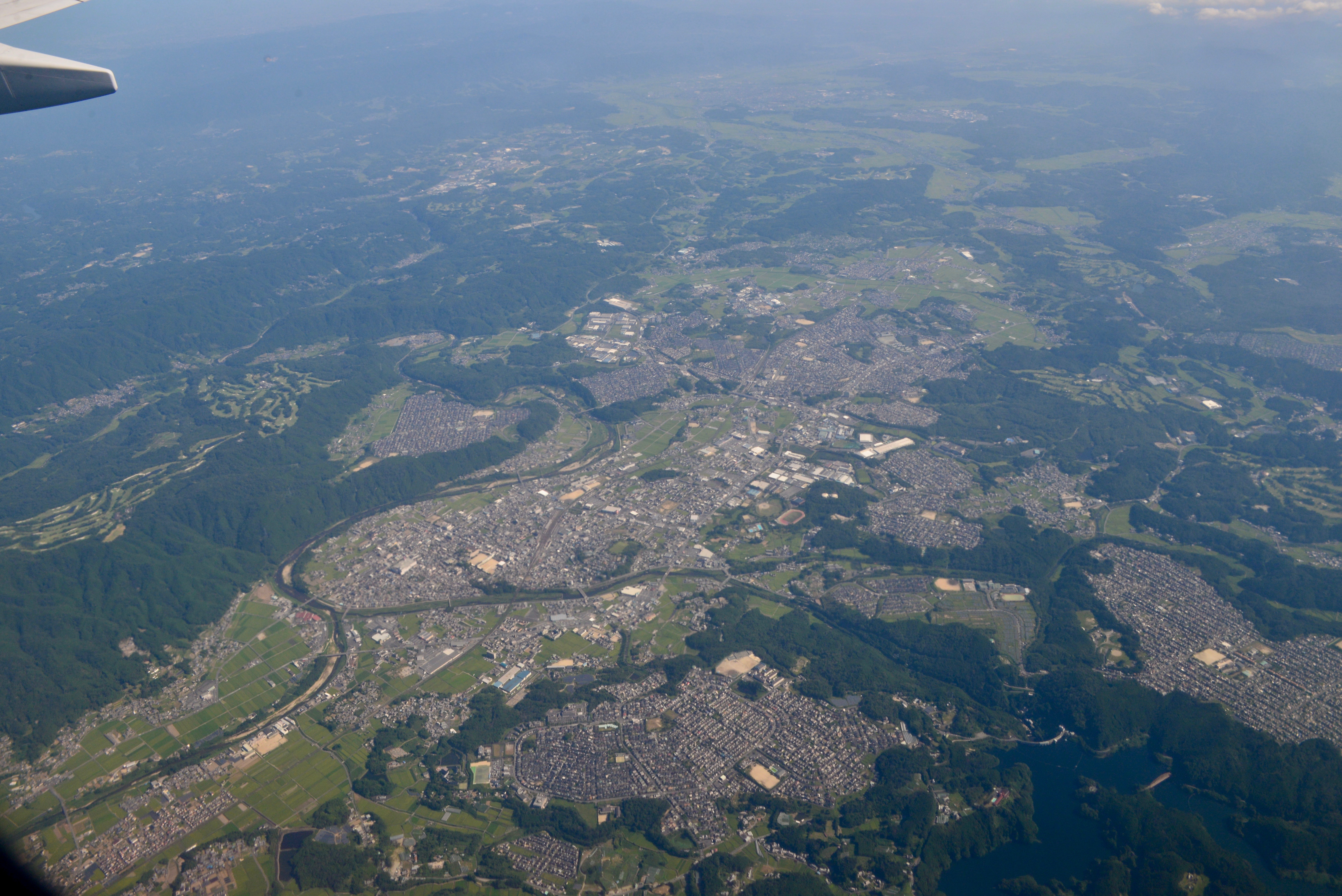
名張市中心部周辺の空中写真（2019年8月撮影）

### 河川
- 名張川
  - 青蓮寺川
  - 宇陀川
  - シャックリ川

### ダム
- 青蓮寺ダム
- 比奈知ダム

## 歴史

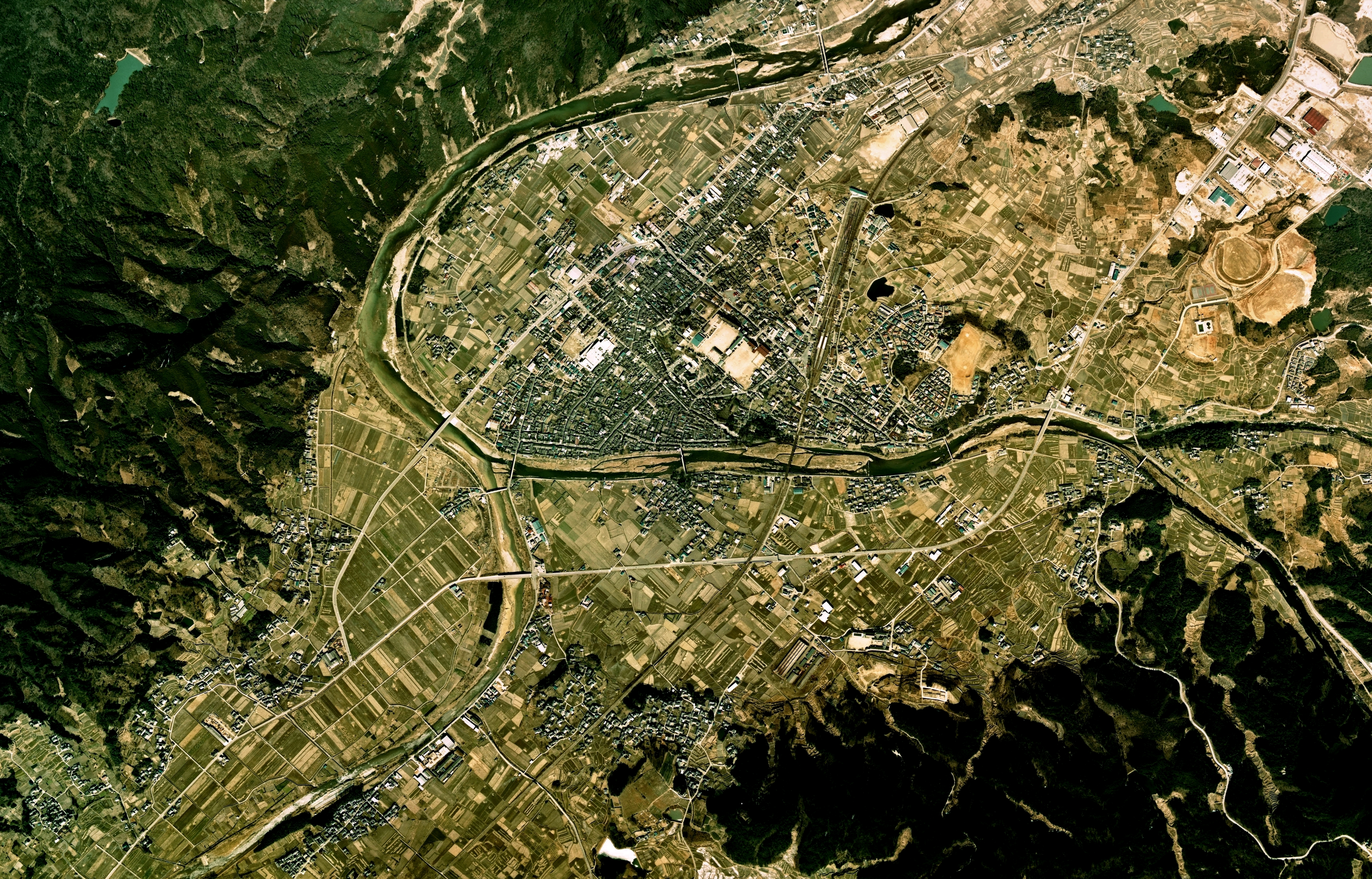
名張市中心部周辺の空中写真。1974年撮影の3枚を合成作成。。

万葉の昔から宿駅として開け、壬申の乱に際して大海人皇子が東国へ逃れる際にも当地を経由した。
墾田永年私財法の施行以降、東大寺の荘園として人口の増加が始まり集落として発達しはじめた。その後自治勢力が武装し「黒田の悪党」と呼ばれ荘園支配から逃れようと地主に対抗したことで中世日本史に名を残す地域である。荘園支配に抵抗してはいたが、実際に東大寺との関係は深く、年中行事であるお水取りでは当地で伐採された木材が使用されるなど名残を残す。しかし、宗教文化が実際にこの地に花開いているわけではなく、華々しく飾られた今風の宗教施設のほかは山村地域に枯れた風景を彩る山寺が散見されるのみとなっている。
悪党は独特の戦闘知識や薬学体系を背景に、後に忍者と呼ばれる存在となる。その中でも伊賀忍者の名前はあまりにも有名であるがゆえに、発祥の地は北に隣接する伊賀市であると誤解を受けているが、実際は伊賀地域全体に広く忍者の生活・活動した跡が見られる。伊賀忍者の技・術・道具などの展示は赤目四十八滝入り口付近にある展示施設にて行われている。
1579年（天正7年）から1581年（天正9年）にかけ、忍者による陰謀が発端となり織田信長親子による伊賀忍者殲滅作戦、天正伊賀の乱が二度にわたって展開され、名張の地は文字通り焦土と化した。現在は「天正乱れ太鼓」などの伝承により当時の様子が物語られている。
現在の街は、伊勢参りの宿場町が原型。明治以降も1922年に伊賀上野駅からの局地的な地方鉄道が通じただけだったが、1930年に参宮急行電鉄（現在の近鉄大阪線）が開通して、大阪方面との交通の便が向上して、発展の礎となる。1954年（昭和29年）3月31日に市制施行。
その後、大阪方面への通勤者のために大規模な団地が形成され、それに呼応するように郊外型の大型商業施設も相次いで開店した。このため、伊賀市（旧上野市）とともに伊賀地方の商業の中心となっている。

### 歴史
- 1954年（昭和29年）3月31日 - 名賀郡名張町・滝川村・箕曲村・国津村が合併して発足。
- 1957年（昭和32年）7月1日 - 名賀郡古山村の一部（大字南）を編入（古山村の残部は上野市（現伊賀市）に編入）。
- 1961年（昭和36年）3月28日 - 当市葛尾地区の公民館で開かれた懇親会で出されたワインに毒物が混入され、参加者17人が中毒を起こし、そのうち5人が死亡する事件が発生。被疑者が逮捕され死刑判決が確定するが冤罪が疑われる（名張毒ぶどう酒事件）。
- 1964年（昭和39年） - 高北新治郎が名誉市民となる。
- 1965年（昭和40年） - 桔梗が丘団地の入居開始。
- 1973年（昭和48年） 7月 - 国道165号開通
- 1978年（昭和53年）10月 - 美旗古墳群が国の史跡に指定
- 1990年（平成 2年） 9月 - 人口7万人突破
- 1992年（平成 4年）10月 - 名張藤堂邸が一般公開
- 1994年（平成 6年）10月 - 人口8万人突破
- 2003年（平成15年） 2月 - 伊賀6市町村との合併可否を問う住民投票を実施。結果は反対多数で協議会から脱退。

## 人口
| |                                        |  |
| 名張市と全国の年齢別人口分布（2005年） | 名張市の年齢・男女別人口分布（2005年） |  |
| ■紫色 ― 名張市 ■緑色 ― 日本全国 | ■青色 ― 男性 ■赤色 ― 女性              |  |
| 名張市（に相当する地域）の人口の推移 \| 1970年（昭和45年） \| 30,862人 \| \| \| 1975年（昭和50年） \| 34,929人 \| \| \| 1980年（昭和55年） \| 44,488人 \| \| \| 1985年（昭和60年） \| 56,474人 \| \| \| 1990年（平成2年） \| 68,933人 \| \| \| 1995年（平成7年） \| 79,913人 \| \| \| 2000年（平成12年） \| 83,291人 \| \| \| 2005年（平成17年） \| 82,156人 \| \| \| 2010年（平成22年） \| 80,284人 \| \| \| 2015年（平成27年） \| 78,795人 \| \| \| 2020年（令和2年） \| 76,387人 \| \| |                                        |  |
| 総務省統計局 国勢調査より |                                        |  |
| 1970年（昭和45年） | 30,862人                               |  |
| 1975年（昭和50年） | 34,929人                               |  |
| 1980年（昭和55年） | 44,488人                               |  |
| 1985年（昭和60年） | 56,474人                               |  |
| 1990年（平成2年） | 68,933人                               |  |
| 1995年（平成7年） | 79,913人                               |  |
| 2000年（平成12年） | 83,291人                               |  |
| 2005年（平成17年） | 82,156人                               |  |
| 2010年（平成22年） | 80,284人                               |  |
| 2015年（平成27年） | 78,795人                               |  |
| 2020年（令和2年） | 76,387人                               |  |

### 人口動態概要
2024年現在約7万人となっており人口減少が続いている。名張市の人口推移を見ていくと1960年（昭和35年）では人口3万人程度に過ぎなかったが大阪都市圏の拡大により急速な発展を遂げ、特に1975年(昭和50年)から1995年(平成7年)にかけては年間2000人前後の大幅な人口増加が続いた。2000年以降は都心回帰の流れもあり人口は減少に転じている。
| 実施年 | 名張市人口(人) | 名張市増加数(人) | 名張市増加率(%) | 国内増加率(%) |
| ------ | -------------- | ---------------- | --------------- | ------------- |
| 1960年 | 30,904         | -                | -               | -             |
| 1965年 | 30,084         | 820              | 2.7             | 5.2           |
| 1970年 | 30,862         | 778              | 2.6             | 5.5           |
| 1975年 | 34,929         | 4,067            | 13.2            | 7.9           |
| 1980年 | 44,488         | 9,519            | 27.3            | 4.6           |
| 1985年 | 56,474         | 12,026           | 27.1            | 3.4           |
| 1990年 | 68,933         | 12,459           | 22.1            | 2.1           |
| 1995年 | 79,913         | 10,980           | 15.9            | 1.6           |
| 2000年 | 83,291         | 3,378            | 4.2             | 1.1           |
| 2005年 | 82,156         | 1,135            | 1.4             | 0.7           |
| 2010年 | 80,284         | 1,872            | 2.3             | 0.2           |
| 2015年 | 78,795         | 1,489            | 1.9             | 0.8           |
| 2020年 | 76,387         | 2,408            | 3.1             | 0.8           |

## 市政

### 市長
- 北川裕之（2022年4月25日就任、1期目）

#### 歴代市長
| 代   | 氏名       | 就任年月日                | 退任年月日                | 備考                       |
| ---- | ---------- | ------------------------- | ------------------------- | -------------------------- |
| 初代 | 北田藤太郎 | 1954年（昭和29年）4月25日 | 1974年（昭和49年）4月24日 | 名誉市民（1976年1月認定）  |
| 2代  | 永岡茂之   | 1974年（昭和49年）4月25日 | 1990年（平成2年）4月24日  | 名誉市民（1992年10月認定） |
| 3代  | 富永英輔   | 1990年（平成2年）4月25日  | 2002年（平成14年）4月24日 |                            |
| 4代  | 亀井利克   | 2002年（平成14年）4月25日 | 2022年（令和4年）4月24日  |                            |
| 5代  | 北川裕之   | 2022年（令和4年）4月25日  | 現職                      |                            |

### 市制の状況
3代目市長・富永英輔の金銭問題の反省を受けて、以降の市制は情報の開示を積極的に行っている。
市役所が旧市街地から現在の鴻之台に移転し、それに伴い主要な役所も相次いで旧市街から移転したため、それまで経済の中心地だった旧市街地域は古いたたずまいを残すも経済の中心地たる地位を維持できず、商業地域の中心は国道165号沿線地域および大規模造成地である桔梗が丘へと移り変わって行った。現在、市はこの旧市街区の経済活性化を目標に、文化・観光資源としての利用を検討している。
現伊賀市エリアとの合併賛否を問う住民投票否決により、今後の安定した市制施行のための財源を確保するためあらゆる支出の見直しを市当局は行っている。

### 市議会
任期：2022年4月10日から2026年4月
2025年4月1日現在
- 議員定数：18名(欠員1)
- 議長：富田　真由美(公明党)
- 副議長：小林　勝(無所属)

| 会派名             | 議員数 |
| ------------------ | ------ |
| 公明党             | 4      |
| 清風クラブ         | 4      |
| 自由クラブ         | 3      |
| 喜働               | 2      |
| 日本共産党         | 2      |
| 各派に属さない議員 | 2      |

※なお、衆議院議員選挙の選挙区は「三重県第2区」、三重県議会議員選挙の選挙区は「名張市選挙区」（定数：2）となっている。

### ロゴ・マスコット類
1999年（平成11年）の市制執行45周年記念に制定された。一覧
- マスコットキャラクター「なばりのナッキー」（市の花であるキキョウをモチーフにデザイン）
- 漢字・ひらがな・カタカナ・ローマ字のロゴマークを多数設定。

## 産業

### 農業
稲作・ぶどう・いちごなど。ぶどう・いちごは、観光農園として青連寺湖周辺で行われている。京阪神・名古屋方面からの集客もあり。また、水が綺麗で日本酒づくりも行われている。酒蔵複数あり。
- 市内にある酒蔵
  - 木屋正酒造合資会社
  - 澤佐酒造 合名会社
  - 瀧自慢酒造 株式会社
  - 株式会社 福持酒造場
  - すみた酒店
  - 久寿徳　松田酒店

### 工業
関西圏と中京圏の中間にあるという地理的利点を生かして、市内に工業団地が複数造成され（八幡工業団地、蔵持工業団地など）、エナジーウィズ、コクヨ、ZACROS、ノーベル製菓、ニッタ、フジシール、LIXILなどが工場を建設、稼動。
- 本社所在地が市内にある企業
  - ボルグワーナー・モールステック株式会社（自動車部品製造）
  - 株式会社タカキタ（農機具・精密部品製造　東証1部上場）
  - オキツモ株式会社（塗料製造）
  - 東研サーモテック

### 商業
宿場町であったことと、数ある観光資源、自然が残っていることを生かした観光関連業。関西と東海の中間点であることから、関西系（万代、サンディ）、東海系（イオン・マックスバリュ東海、ユニー【アピタ】、ビバホーム）がそれぞれ出店。日清食品のどん兵衛きつねうどん・天ぷらそばの東日本仕様と西日本仕様が同じ市内で買える。同様に、関西限定品と東海限定品が同時に購入可能なことも多い。ソースも関西系のイカリソースと東海系のコーミソースの両方が販売されている。
人口急増が十年以上続いたため、成長市場として国道165号沿線に大店舗の出店を計画する企業があとを絶たない状況が続いているが、人口、および商圏の拡大が昨今伸び止まりの傾向が見られたことや大店舗同士の競争の激化などで人知れず閉店している店舗も数多い。

#### ショッピングセンター・スーパー
- MEGAドン・キホーテUNY名張店 - 「アピタ名張店」として1998年（平成10年）10月9日に開店[7]。2010年6月5日から無料バスの運行を開始した[8]。2019年、MEGAドン・キホーテUNYへ業態転換。
- イオン名張店 - 旧ジャスコ名張店を郊外へ移転する計画を地元側の働き掛けで撤回し[9]、特定商業集積法を活用して店舗跡地周辺を含めた再開発を行い[9]、ショッピングセンターリバーナの核店舗として[9]1996年（平成8年）4月22日に[10]新名張店として開店した[11]。
- スーパーセンターオークワ名張店 - 1996年（平成8年）に開店（オークワパークシティなばり店）し、2002年（平成14年）4月24日に直営売り場面積を半減させる大規模な改装を行った[12]。2016年（平成28年）10月30日閉店。
- 近鉄プラザ桔梗が丘 - 近商ストアの店舗として1965年（昭和40年）に開業し[13]、総合スーパーから百貨店へ業態転換して同年9月19日に「桔梗が丘近鉄百貨店」として新装開店した[14]。百貨店としての運営をやめて2012年（平成24年）3月3日に「近鉄プラザ桔梗が丘」として新装開業した[15]が、2018年3月で閉店。
- 万代 - 蔵持町原出より現店舗（瀬古口）に移転
- マックスバリュ
  - 名張店 - 2007年（平成19年）10月20日に開店[16]。
  - 名張西店 - 2017年（平成29年）9月15日、スーパーセンターオークワ名張店跡地に開店。
  - ザ・ビッグ エクスプレス夏見橋店 - 現店舗向かい（フレックス夏見橋店）より移転。2000年（平成12年）秋、マックスバリュ夏見橋店を開店し[17]、ディスカウント店の「バリューセンター夏見橋店」を経て2013年（平成25年）9月7日に「ザ・ビッグ エクスプレス夏見橋店」に業態転換した[18]。
  - フレックス時代には東町店や桔梗が丘店（現・マックスバリュ桔梗が丘東店）も出店していた[19]。
- サンディ名張店 - 大阪府を基盤とするディスカウントスーパーで、三重県内で唯一の店舗。
- スーパーヤオヒコ名張店 - 奈良県を基盤とする食品スーパーで、三重県内で唯一の店舗。
- ぎゅーとらラブリー蔵持店 - 三重県の地場食品スーパー。

#### 大型専門店
- スーパービバホーム名張店（名張ガーデンプラザ内） - 2000年（平成12年）秋に開店[20]。
- ケーズデンキ名張パワフル館 - 2009年（平成21年）4月30日に開店[21]。夏見より現店舗に移転。
- ヤマダデンキテックランド名張店
- ジョーシン - 蔵持町原出より現店舗に移転。ジョーシンアウトレット名張店を経る。
- しまむら名張店

### 金融機関
- 百五銀行
- 三十三銀行
- 中京銀行 - 1945年（昭和20年）から1964年（昭和39年）まで市内に本店を置いていた。
- 南都銀行
- 東海労働金庫

### 日本郵政グループ
（2015年3月現在）
- 日本郵便株式会社
  - 名張郵便局（栄町） - 集配局。

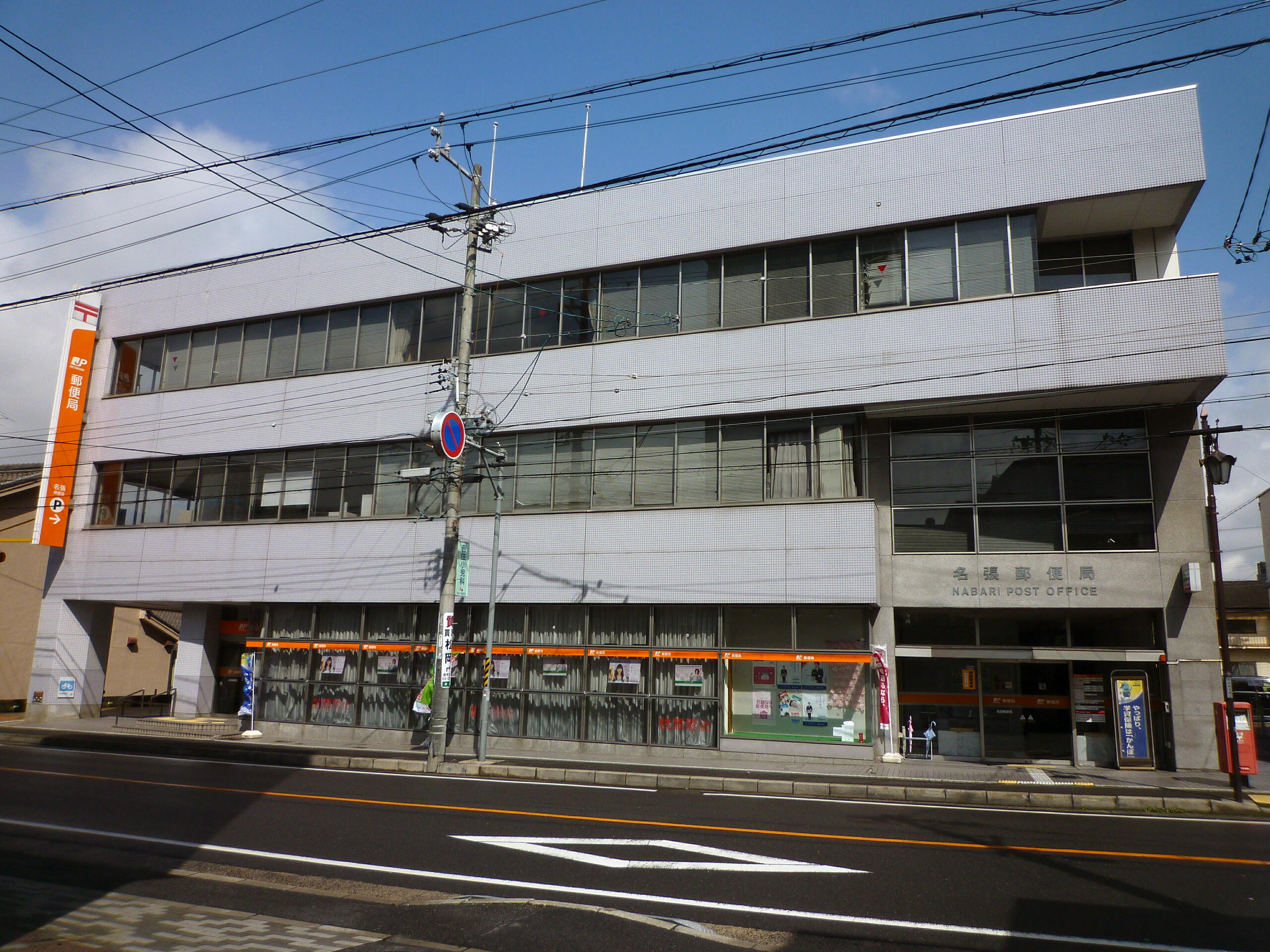
名張郵便局

  - 滝川郵便局（赤目町丈六＝あかめちょうじょうろく）
  - 西名張郵便局（木屋町）
  - 名張百合が丘郵便局（百合が丘東）
  - 名張つつじが丘郵便局（つつじが丘北）
  - 名張梅が丘郵便局（梅が丘南）
  - 名張桔梗が丘郵便局（桔梗が丘）
  - 名張桔梗丘南郵便局（桔梗が丘）
  - 美旗郵便局（新田＝しんでん）
  - 比奈知郵便局（下比奈知）
  - 国津郵便局（長瀬）
  - 名張錦生（にしきお）簡易郵便局（安部田）
  - 赤目滝簡易郵便局（赤目町長坂）
  - 名張蔵持簡易郵便局（蔵持町原出）
  - 薦原（こもはら）簡易郵便局（薦生＝こもお）
  - 名張東田原（ひがしたわら）簡易郵便局（東田原）
  - 名張すずらん台簡易郵便局（すずらん台東）
  - 名張滝之原簡易郵便局（滝之原）

※名張市内の郵便番号は「518-04xx」「518-05xx」「518-06xx」「518-07xx」（名張局の集配担当）となっている。
- ゆうちょ銀行
  - 名古屋支店 リバーナショッピングセンター内出張所（元町）（ATMのみ／ホリデーサービス実施）
  - 名古屋支店 名張市役所内出張所（鴻之台＝こうのだい）（ATMのみ）

その他簡易郵便局を除く各郵便局にATMが設置されており、名張・名張桔梗が丘の各郵便局ではホリデーサービスを実施。

## 教育
市内の公立小中学校では2020年までに全校で小中一貫教育を導入する計画がある。2015年秋より、名張市立南中学校と名張市立つつじが丘小学校をモデル校に指定し、中学校教員が小学校で授業を実施する、中学校の体育祭に小学校5・6年生を参加させるなどの取り組みを行っている。

### 高等専門学校
- 近畿大学工業高等専門学校

### 高等学校
- 三重県立名張高等学校
- 三重県立名張青峰高等学校

### 中学校
- 名張市立名張中学校
- 名張市立赤目中学校
- 名張市立桔梗が丘中学校
- 名張市立北中学校
- 名張市立南中学校

### 小学校
- 名張市立名張小学校
- 名張市立蔵持小学校
- 名張市立薦原小学校
- 名張市立比奈知小学校
- 名張市立美旗小学校
- 名張市立箕曲小学校
- 名張市立錦生赤目小学校
- 名張市立桔梗が丘小学校
- 名張市立桔梗が丘南小学校
- 名張市立桔梗が丘東小学校
- 名張市立つつじが丘小学校
- 名張市立すずらん台小学校
- 名張市立梅が丘小学校
- 名張市立百合が丘小学校

廃校となった小学校
- 名張市立長瀬小学校 - 2008年（平成20年）に比奈知小学校へ統合された。
校舎は、ヤマト運輸のコールセンターとして利用されている。
- 名張市立錦生小学校 - 2014年（平成26年）に赤目小学校へ統合された。
校舎は、名張市郷土資料館[23]、給食室は木の子の里・錦生生産センターとして利用されている。
- 名張市立滝之原小学校 - 1872年（明治5年）に創立された名張市内最古の小学校であったが、2014年（平成26年）3月に閉校した[24]。4月に比奈知小学校へ統合された[24]。
跡地には「松阪電子計算センター」のデータセンターを誘致した[25]。
- 名張市立国津小学校 - 1875年（明治8年）に創立され、2014年（平成26年）3月に閉校した[26]。つつじが丘小学校へ統合された[27]。
校舎は、2015年（平成27年）食品メーカー「ジャパングルメ」が、新商品の開発、物流拠点（セントラルキッチン）として整備[23]。2016年（平成28年）契約解除[28]。
2018年（平成30年）株式会社國津果實酒醸造所がワイナリー関連施設として整備[29] 。

### 特別支援学校
- 三重県立特別支援学校伊賀つばさ学園

### 専門学校
- 名張市立看護専門学校

## 公共施設

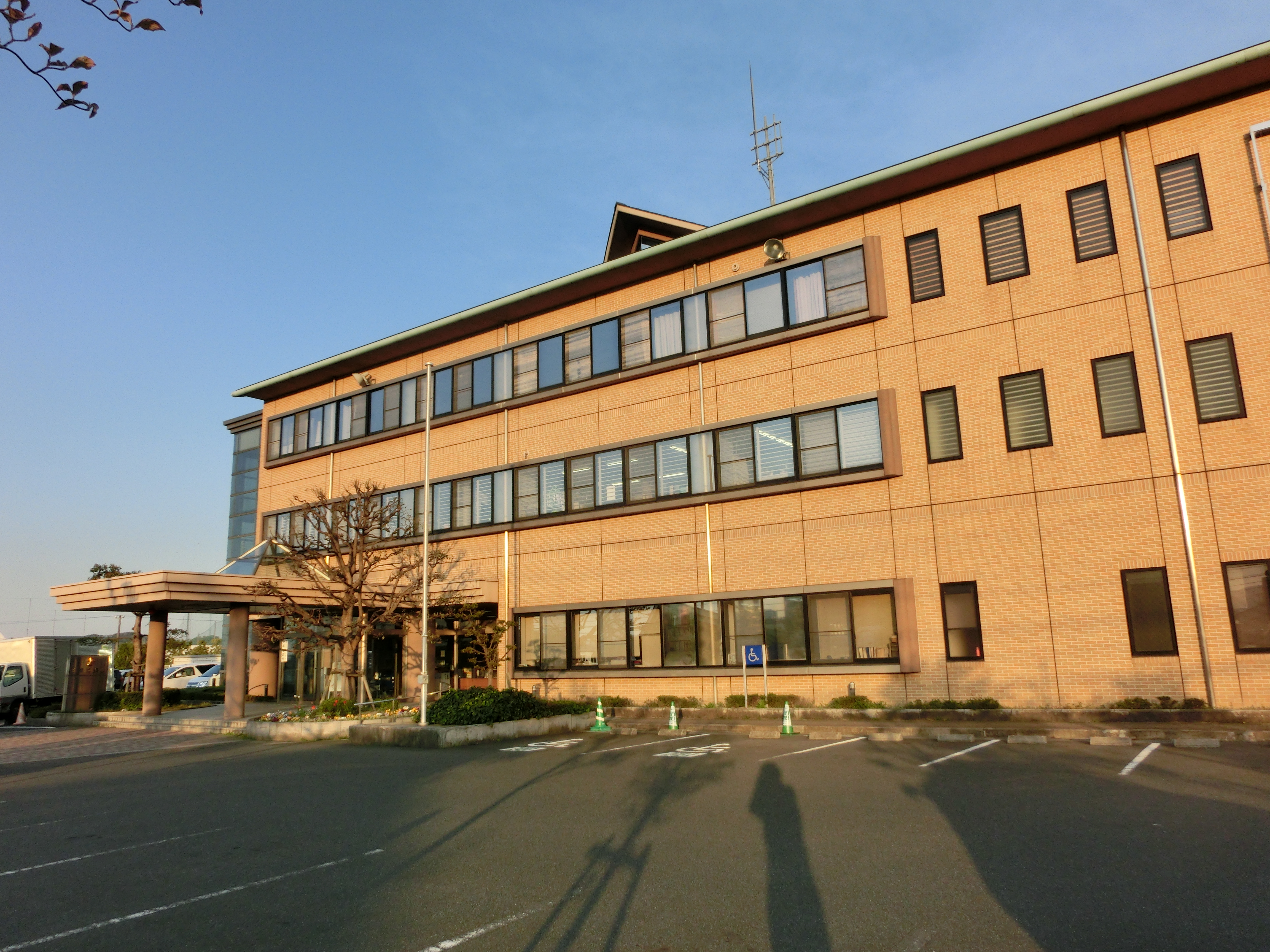
名張警察署

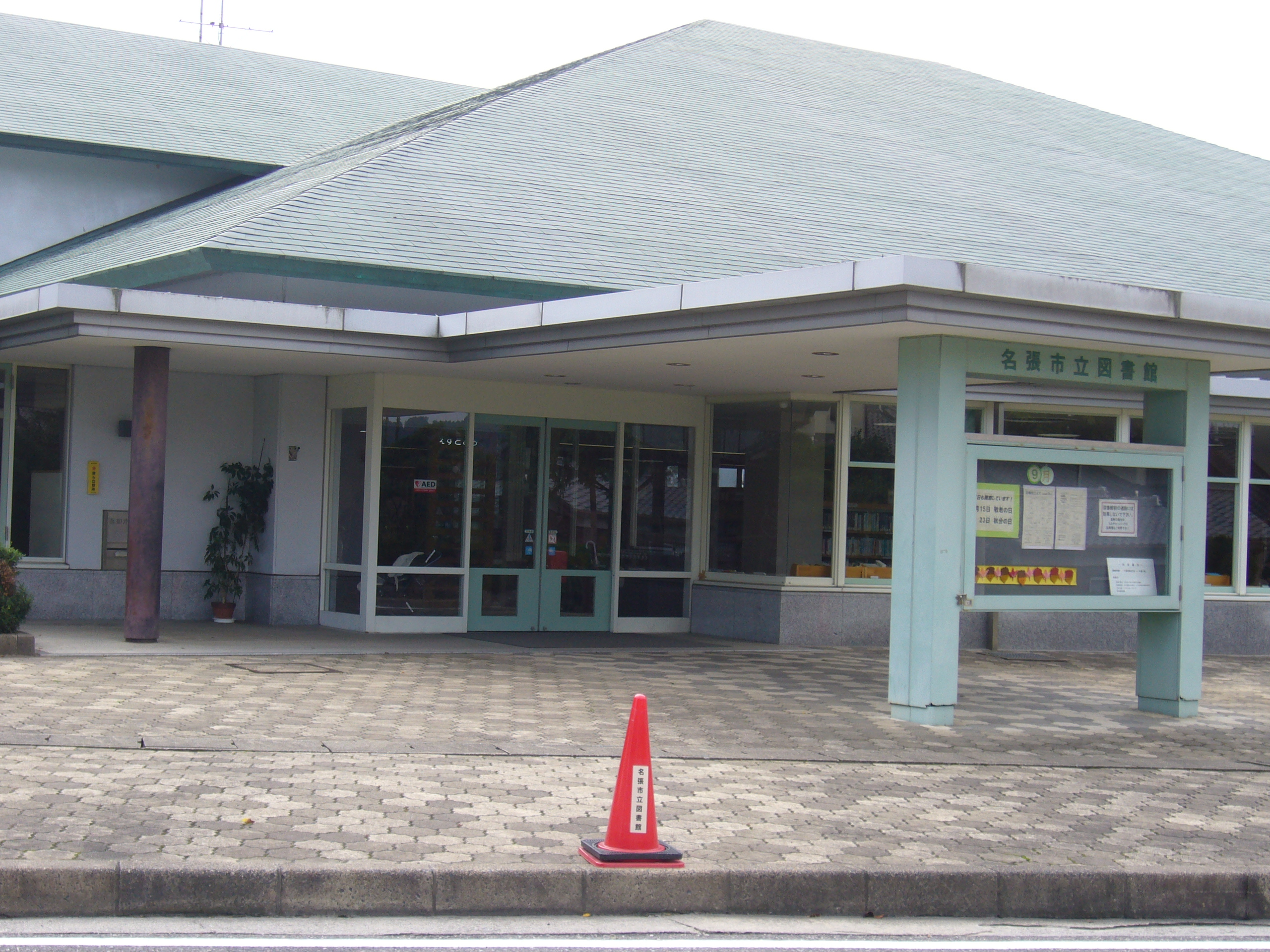
名張市立図書館

### 警察
- 三重県警
  - 名張警察署（蔵持町芝出）

### 消防
- 名張市消防本部（鴻之台）

### 公園
- 名張中央公園（夏見）
  - 名張中央公園展望台「ビューナ」
- 平尾山カルチャーパーク（桜ケ丘）

### 図書館
- 名張市立図書館（桜ケ丘）

### 病院・福祉施設
- 名張市立病院（百合が丘）
- 名張市保健センター・応急診療所（朝日町）
- 名張市総合福祉センター「ふれあい」（丸之内）
- 名張市介護老人保健施設「ゆりの里」（百合が丘）

### 歴史施設
- 名張藤堂家邸跡（丸之内）
- 観阿弥ふるさと公園（上小波田）
- 旧細川邸やなせ宿(国登録有形文化財（建造物）)（新町）
- 乱歩生誕地碑広場（本町）
- 夏見廃寺展示館（夏見・名張中央公園内）

### 運動施設
- 名張市総合体育館（マツヤマSSKアリーナ）（夏見・名張中央公園内）
- 名張市民テニスコート（夏見・名張中央公園内）
- 名張市陸上競技場（夏見・名張中央公園内）
- 名張市民野球場（夏見・名張中央公園内）
- 名張市民プール（夏見・名張中央公園内）
- 名張市ターゲット・バードゴルフ場（夏見・名張中央公園内）
- 名張市武道交流館「いきいき」（蔵持町里）
- 名張市民ホッケー場（はなの里スタジアム）（百合が丘）

### その他
- 名張市勤労者福祉会館（夏見・名張中央公園内）
- とれたて名張交流館（希央台）
- 名張市子どもセンター（百合が丘）
- 名張市青少年センター（adsホール）（松崎町）

## 公営競技
- ミニボートピア名張（競艇場外舟券売場）

## 交通

### 鉄道

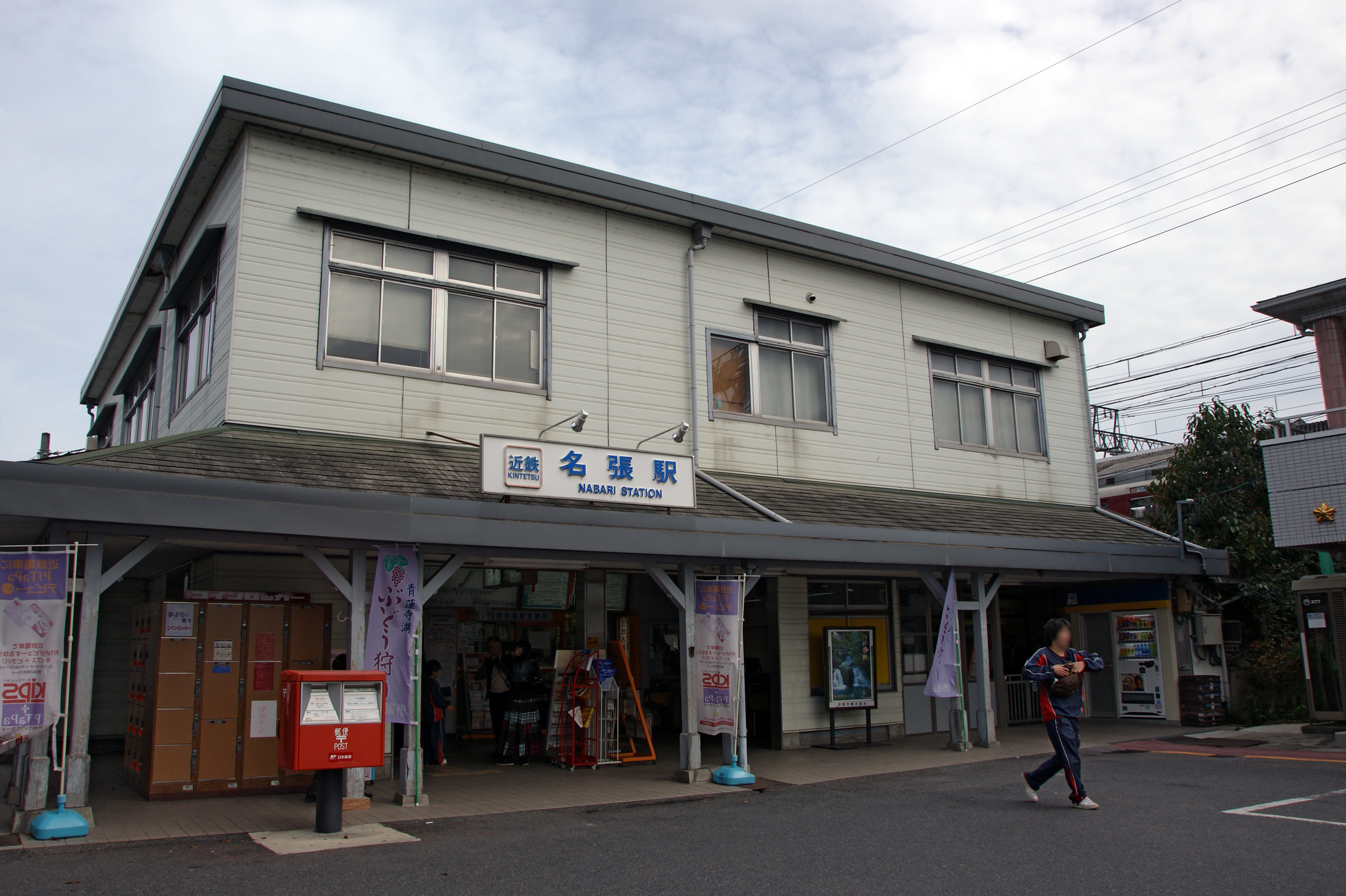
名張駅

市の中心となる駅：名張駅
近畿日本鉄道（近鉄）
大阪線：（奈良県宇陀市） - 赤目口駅 - 名張駅 - 桔梗が丘駅 - 美旗駅 - （伊賀市）
- 近鉄大阪線では名阪甲特急や阪伊甲特急、「しまかぜ」以外の列車が全て停車する。また時間帯によるが桔梗が丘にも一部の特急が停車する。特急を利用しての鶴橋（大阪環状線乗換駅）到達時間は平均48分、特急料金不要の快速急行による鶴橋への到達時間は平均59分、急行での鶴橋への到達時間は平均1時間10分である。津・名古屋方面は直通の特急を利用すれば津まで平均32分、四日市まで平均55分、名古屋まで平均1時間24分で到着する。名阪乙特急を除いて途中の伊勢中川で乗り継ぎを要するが、スムーズな乗り継ぎとなるようダイヤが組まれている。特急料金不要の急行での津への到達時間は平均50分、四日市へは平均1時間25分、名古屋までは平均1時間58分である。

廃止区間：近鉄伊賀線 伊賀神戸駅 - 美旗新田駅 - 西原駅 - 蔵持駅 - 八丁駅 - 西名張駅（1964年（昭和39年）廃止）
- 西名張は当初、名張を名乗っていた。参宮急行電鉄建設の際、当初はこの初代名張を経由する計画であったが、この時に駅周辺で利権屋による土地の買占めなどが起こったため、参宮急行電鉄ではこの駅の南側である市街地外れに路線を設置、こちらに現在の名張を置いて、初代の名張を西名張に改めた。

### 高速バス
- 三重交通
  - 名張品川線：名張駅西口 - 三交伊賀車庫

### 一般路線バス
- 三重交通

### コミュニティバス
- 名張市コミュニティバス「ナッキー号」
- 国津コミュニティバス「あららぎ号」
- 錦生コミュニティバス「ほっとバス錦」
- 薦原コミュニティバス「コモコモ号」
- 緑が丘コミュニティバス「みどり号」
- 美旗地域コミュニティバス「はたっこ号」

### 道路
- 国道165号
- 国道368号

## メディア等
- 本来の放送エリアは在名広域民放テレビ局（東海テレビ・中京テレビ・CBCテレビ・メ〜テレ）と地元局である三重テレビだが、大阪・奈良方面との繋がりが深いこともあって、アナログテレビ放送時代は、電波が直接受信できた在阪広域民放テレビ局（毎日放送・朝日放送テレビ・関西テレビ・読売テレビ）を選択して視聴している世帯も少なくなかった。
- 地上デジタル放送は、総務省の指導で在阪局の伊賀方面への出力が抑えられることから、在名・県域テレビの名張中継局による視聴が主となる。これに対しては、主に大阪・奈良方面への通勤・通学者から「繋がりの深い地域の情報が得られなくなる」との感情もあり、ケーブルテレビのアドバンスコープ（後述）は在阪広域民放テレビ局の視聴を可能にしている。
- 2006年（平成18年）春にFMなばり（83.5MHz）が開局し、伊賀地区初のコミュニティFMが誕生。
- 2010年（平成22年）10月からコミュファ（KDDI/中部電力系プロバイダー）が、「コミュファ光テレビ」のサービスを始めたが、名張市と近接の伊賀市旧青山町地域[注釈 1]については現在サービス提供外であるため、これは利用できない（他の三重県各市町村<一部除く>は利用可。なおコミュファ光のインターネットとIP電話のサービスは名張・伊賀両市でも利用することはできる）。

### 地域メディア等
- アドバンスコープ（ケーブルテレビ）

### 新聞
全国紙は、三重県内では名古屋市で発行されたものが販売されているが、名張市では大阪本社（大阪市）で発行されたものが販売されている（伊賀市および熊野市以南も同様）。中部地方のブロック紙である中日新聞も販売されている。またスポーツ新聞も、名古屋市で発行する中日スポーツを除き、大阪版が販売されている。
- 朝日新聞名張支局
- 毎日新聞名張支局
- 読売新聞名張通信部
- 中日新聞名張通信部

※産経新聞、伊勢新聞は支局・通信部とも置いていない。

### 市外局番
- 市内全域で0595（上野MA）が用いられる[30]。
  - 市内局番は、主に60番台を使用する。

## 名所・旧跡・観光スポット・祭事・催事

### 名所・旧跡

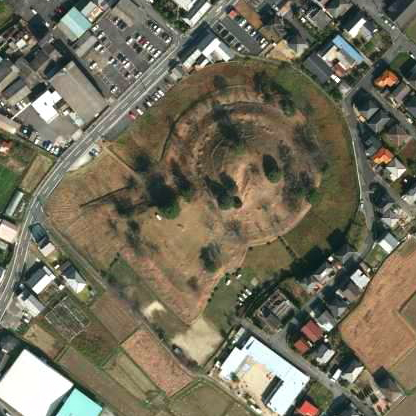
美旗古墳群の馬塚古墳。

- 名張藤堂屋敷跡
- 青蓮寺（青蓮寺城跡）
- 夏見廃寺
- 極楽寺
- 弥勒寺
- 延寿院
- 徳蓮院
- 美旗古墳群
- 滝川氏城跡
- 桜町中将城跡
- 柏原城跡
- 杉谷神社
- 名居神社（地震の神様）

### レジャー

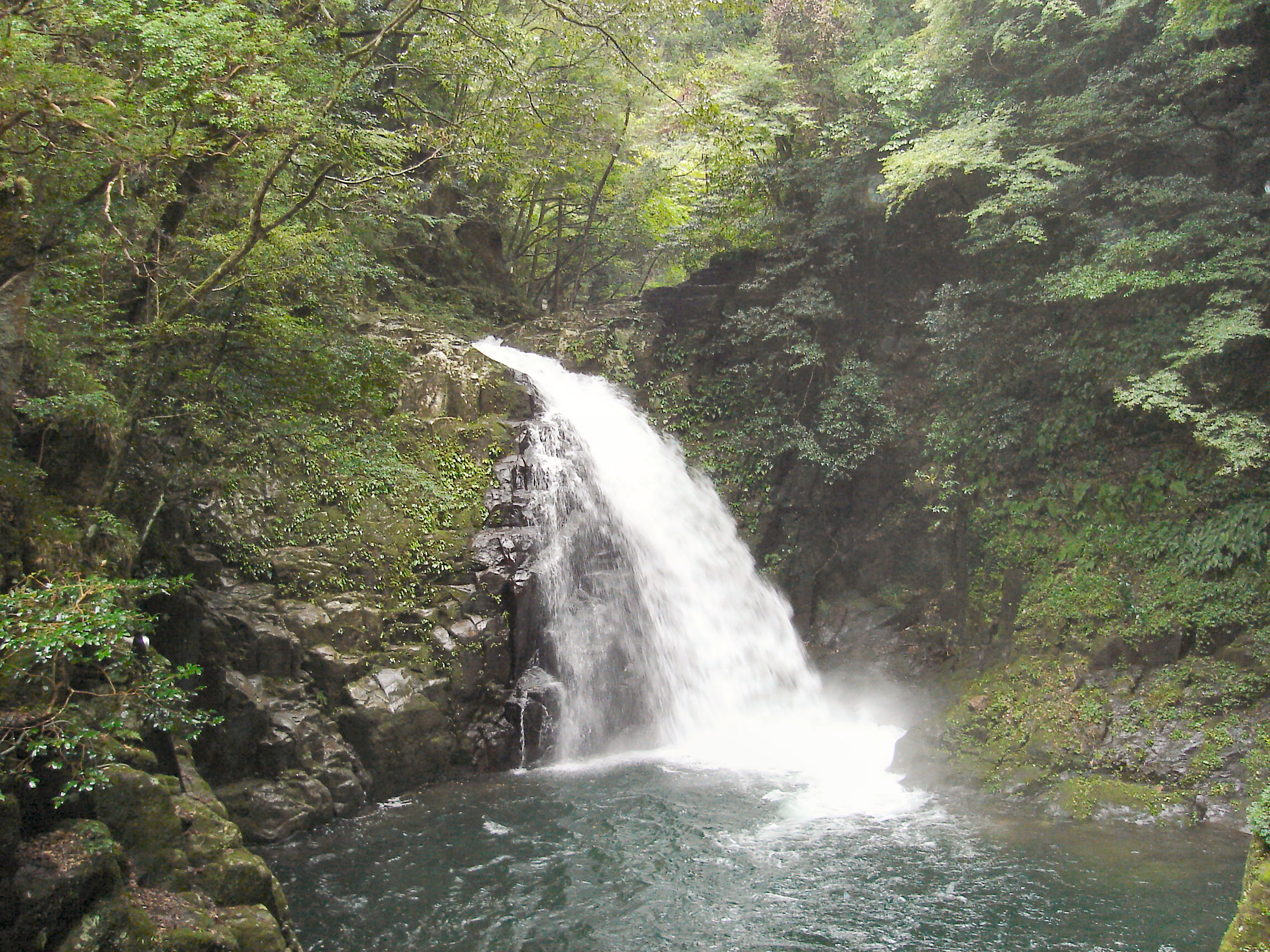
赤目四十八滝 不動滝

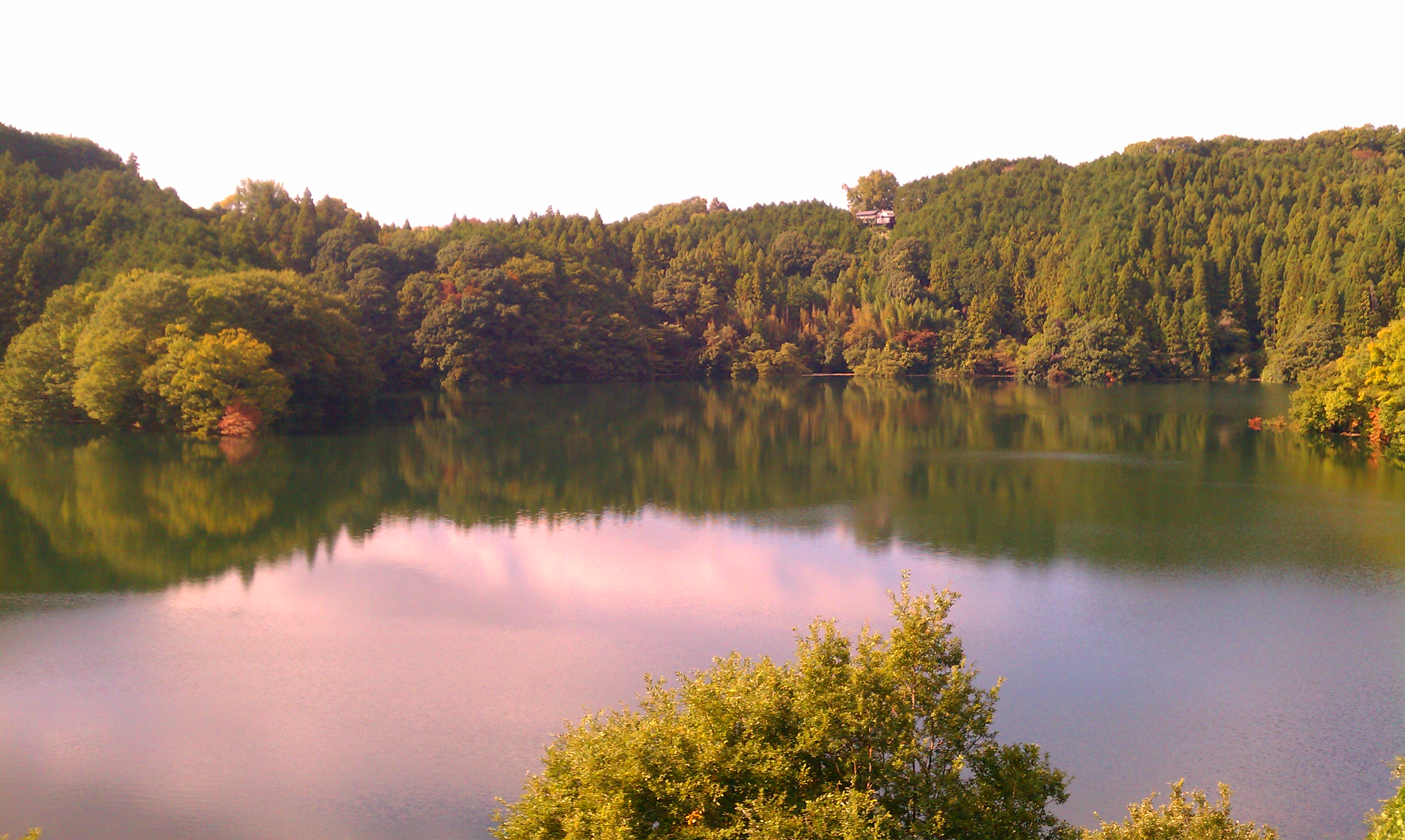
青蓮寺湖

- 室生赤目青山国定公園 - 赤目一志峡県立自然公園
- 赤目四十八滝
- 香落渓
- 青蓮寺湖

### 観光
- 日本サンショウウオセンター

### 祭り
- 八日戎（鍛冶町・蛭子神社）： 2月7日・8日
- 愛宕の火祭り（新町・愛宕神社）： 7月下旬

### 催事
- 奈良二月堂松明調進行事（赤目町一ノ井・極楽寺〜東大寺）： 2月11日・3月10日・3月12日
- 名張桜まつり（夏見・名張中央公園）： 3月下旬〜4月上旬
- 名張川納涼花火大会（名張川新町河畔）： 7月下旬
- 隠（なばり）街道市:11月上旬

### 名物料理
- 名張牛汁

## 著名な出身者
- 稲森宗太郎 - 歌人
- 百地三太夫 百地丹波 - 忍者
- 江戸川乱歩 - 作家
- 桂三弥 - 落語家
- 松下俊子 - 北原白秋夫人
- 吉沢瞳 - タレント
- みちよ（旧芸名：平家みちよ） - 歌手
- 岡本篤志 - プロ野球選手（埼玉西武ライオンズ）
- 桑原謙太朗 - プロ野球選手（阪神タイガース）
- 山口蛍 - プロサッカー選手（ヴィッセル神戸、元日本代表）
- 三木直土 - プロサッカー選手（福島ユナイテッドFC）
- 福井未菜 - 元タレント（2007年・スーパー戦隊シリーズメインキャスト）
- 福持通 - 実業家、竹久夢二蒐集家
- 芝博一 - 参議院議員
- 亀山房代 - 漫才師
- きたむらゆうか（旧ペンネーム：北村有香）- 漫画家
- Die - ミュージシャン（Dir en grey）
- チャンカワイ - お笑い芸人（Wエンジン）
- 澤大介 - 競艇選手
- 奥井ゆうこ - 声優
- 宮﨑優 - 女優
- 昇侍 - 格闘家
- 永見大吾 - お笑い芸人 (カベポスター)
- 井上美咲 - バレーボール選手（久光スプリングス）
- 目加田美桜　（フリーアナウンサー）
- 杉森健一（旅行家・インフルエンサー）

### ゆかりの人物
- 観阿弥 - 能楽者。伊賀国小波多（現・名張市小波田）にて創座。
- 平井堅 - 歌手
- 伊藤たかみ - 作家
- マフィア梶田 - ライター(祖父母が在住で、幼少期は当時住んでいた中国上海市と祖父母の家がある名張市を行き来する生活を送っていた)[31]

## 名張市付近を舞台とする作品
- やじきた学園道中記赤目篇 - 漫画作品（市東亮子）
- スケバン刑事 - 漫画作品（和田慎二）
- 赤目四十八瀧心中未遂 - 映画
- 忍者ハットリくん - 漫画作品/アニメ作品（藤子不二雄A）
- 水戸黄門　第一部・三部・26部 - テレビドラマ

### ローカルヒーロー
- BUDOKA集団ショウレンジャー
- 赤目集団ウォーターフォールズ